# Ferrovia Yamagata
La Ferrovia Yamagata (山形鉄道?, Yamagata Tetsudō) è una compagnia ferroviaria giapponese del terzo settore che gestisce la linea Flower Nagai nella prefettura di Yamagata. La sede centrale si trova nella città di Nagai, nella prefettura di Yamagata.

## Storia
L'azienda è stata fondata il 20 aprile 1988. Il 25 ottobre la Ferrovia Yamagata dopo aver assunto la gestione della linea Nagai della East Japan Railway (JR East) la convertite ed inizia ad operare come linea Flower Nagai.

## Linee ferroviarie
L'azienda gestisce una sola linea.
- Linea Flower Nagai (フラワー長井線?):	Akayu - Arato	(30,5 km, 17 stazioni)

## Materiale rotabile
Al 31 marzo 2016, la linea dispone di un totale di sette veicoli, sei automotrici e un'autovettura per la manutenzione dei binari.
- Serie YR-880
- Autovettura per lo sgombero neve serie MCR4A prodotta da Niigata Iron Works